# Museo Arqueológico de Tebas
El Museo Arqueológico de Tebas es uno de los museos más destacados de Grecia. Contiene una importante colección de objetos procedentes de las excavaciones de lugares de la antigua Beocia.

## Historia del museo

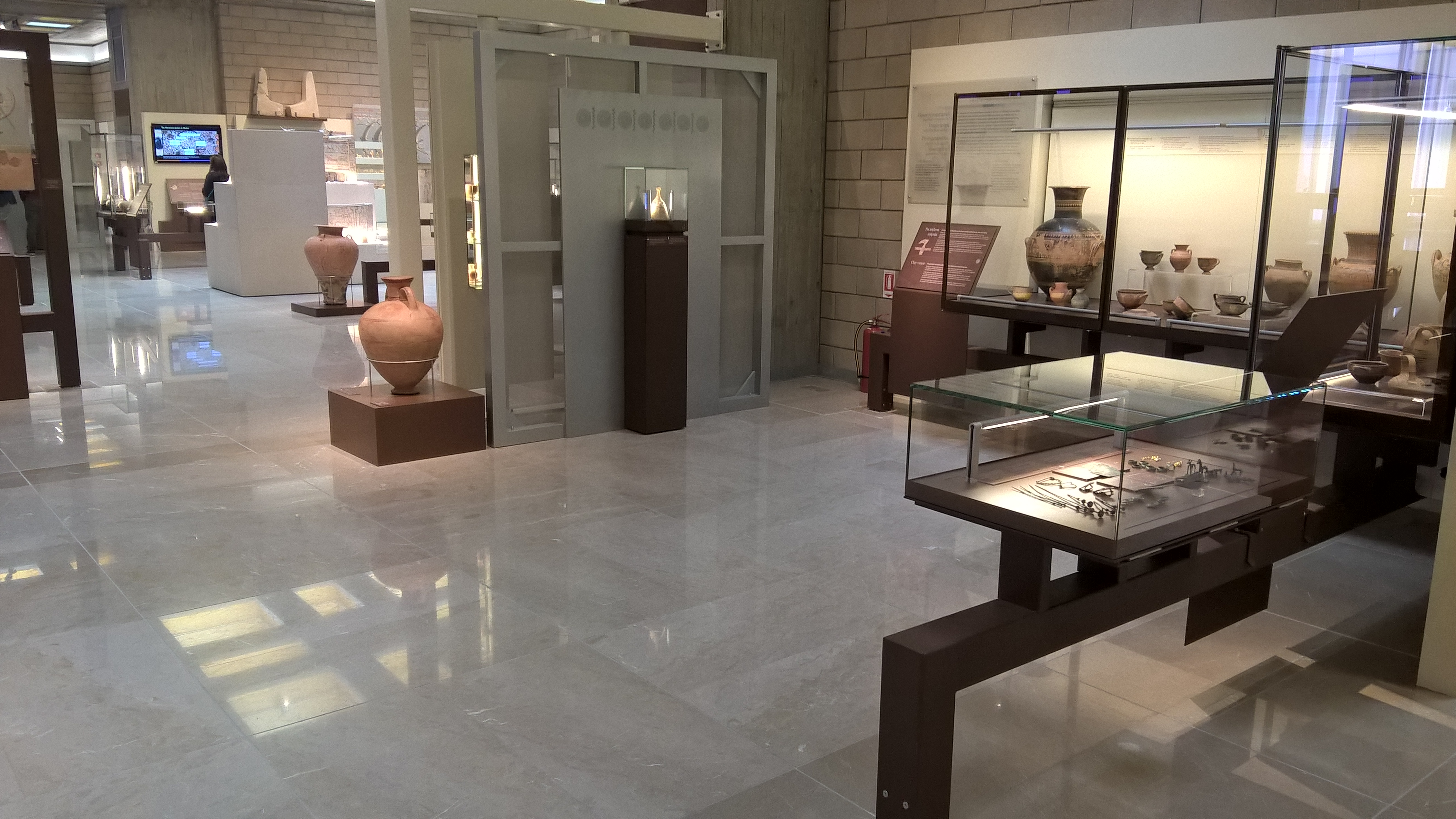
Interior del Museo

Fue inaugurado en 1905 por Antonios Keramopoulos e inicialmente estuvo ubicado en un edificio de dos plantas construido en una colina al norte de la antigua acrópolis de Cadmea. El progresivo crecimiento de las colecciones ha provocado que haya sido necesario el traslado del museo a otros edificios construidos para tal fin. En 1962 se inauguró un nuevo edificio y, posteriormente fue construido el museo actual que en 2007 sustituyó al anterior en la parte occidental de la colina y que cuenta con un área de exposición de 1000 m².

## Colecciones
El museo contiene una colección de objetos de periodos comprendidos entre el paleolítico y la época otomana procedentes de yacimientos arqueológicos del área de la antigua Beocia y se encuentra distribuida en 11 secciones históricas que se exponen en cuatro grandes salas, una antesala y el patio. Además, otros sectores del museo están destinados a exposiciones temáticas sobre diferentes aspectos: la historia de la investigación arqueológica en el área, mitología relacionada con Beocia, la influencia cultural desde la Antigüedad hasta los tiempos modernos y programas educativos.

### Periodos prehistóricos
Entre los objetos expuestos destacan los pertenecientes a la Edad del Bronce, procedentes principalmente de los palacios micénicos de Tebas y Orcómeno, entre los que se halla abundante cerámica, joyas, armas, frescos y herramientas, así como inscripciones en lineal B. Singulares son los sellos cilíndricos orientales y los sarcófagos de Tanagra.

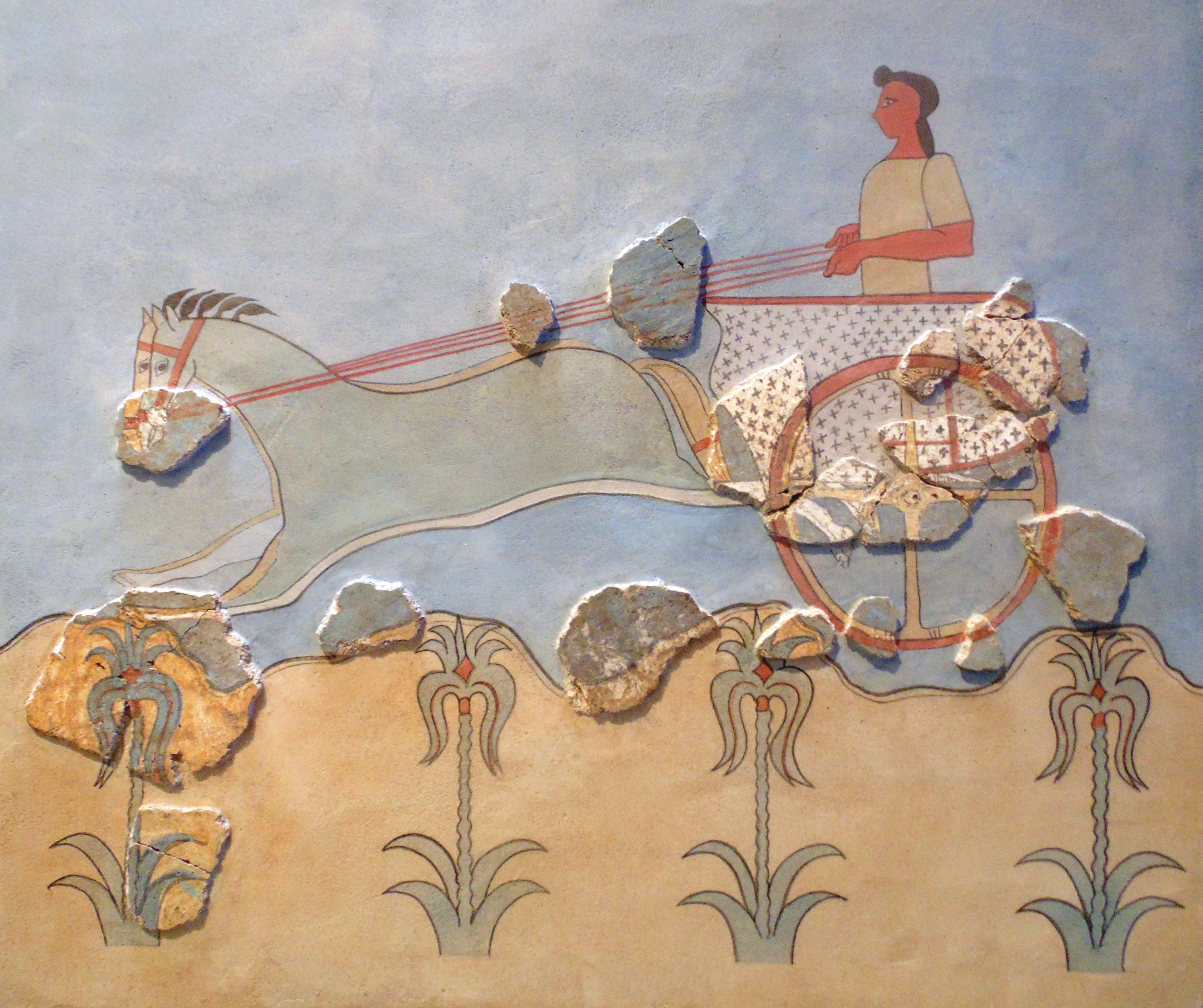
Fresco micénico (reconstruido).
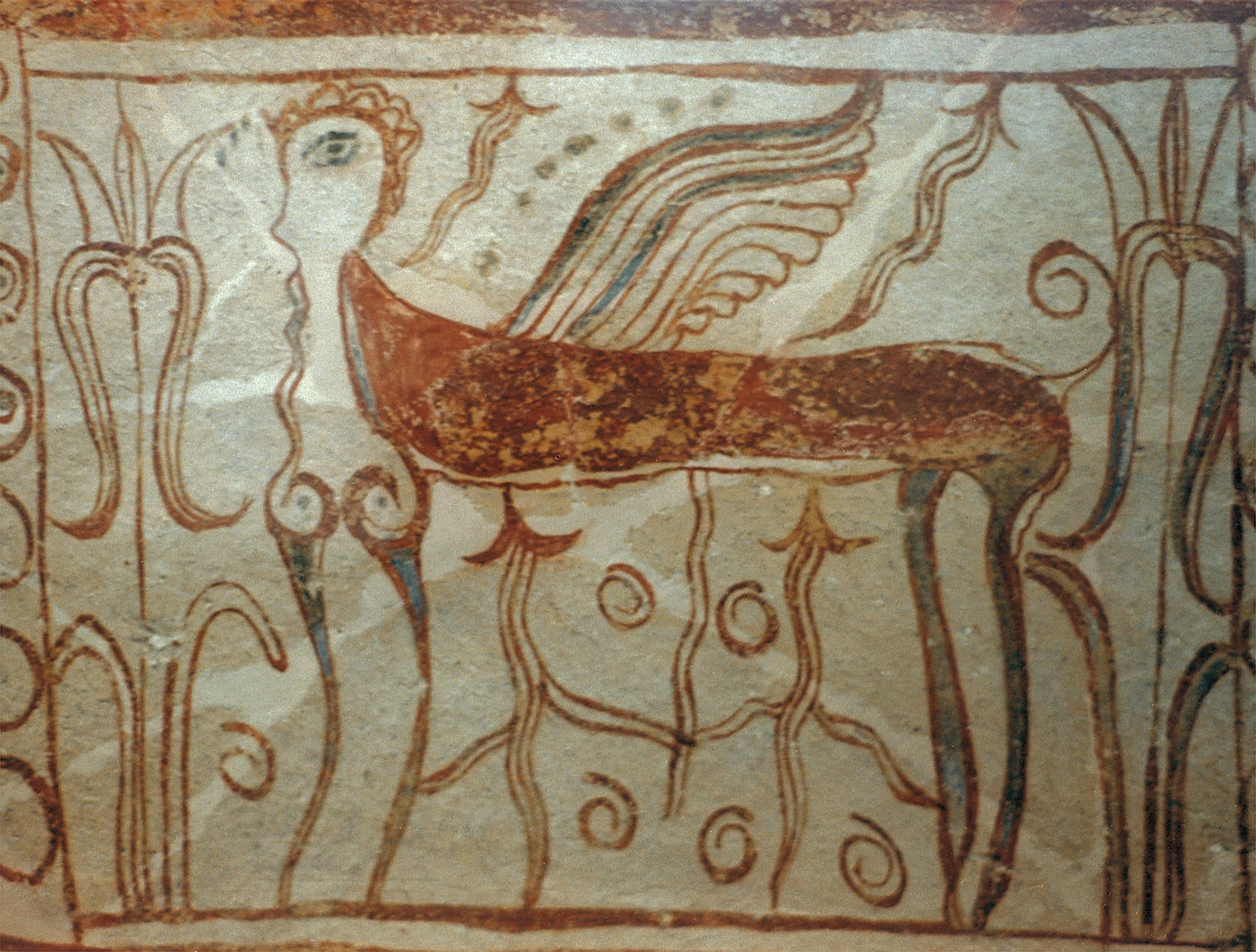
Esfinge pintada en un sarcófago de Tanagra del periodo micénico.
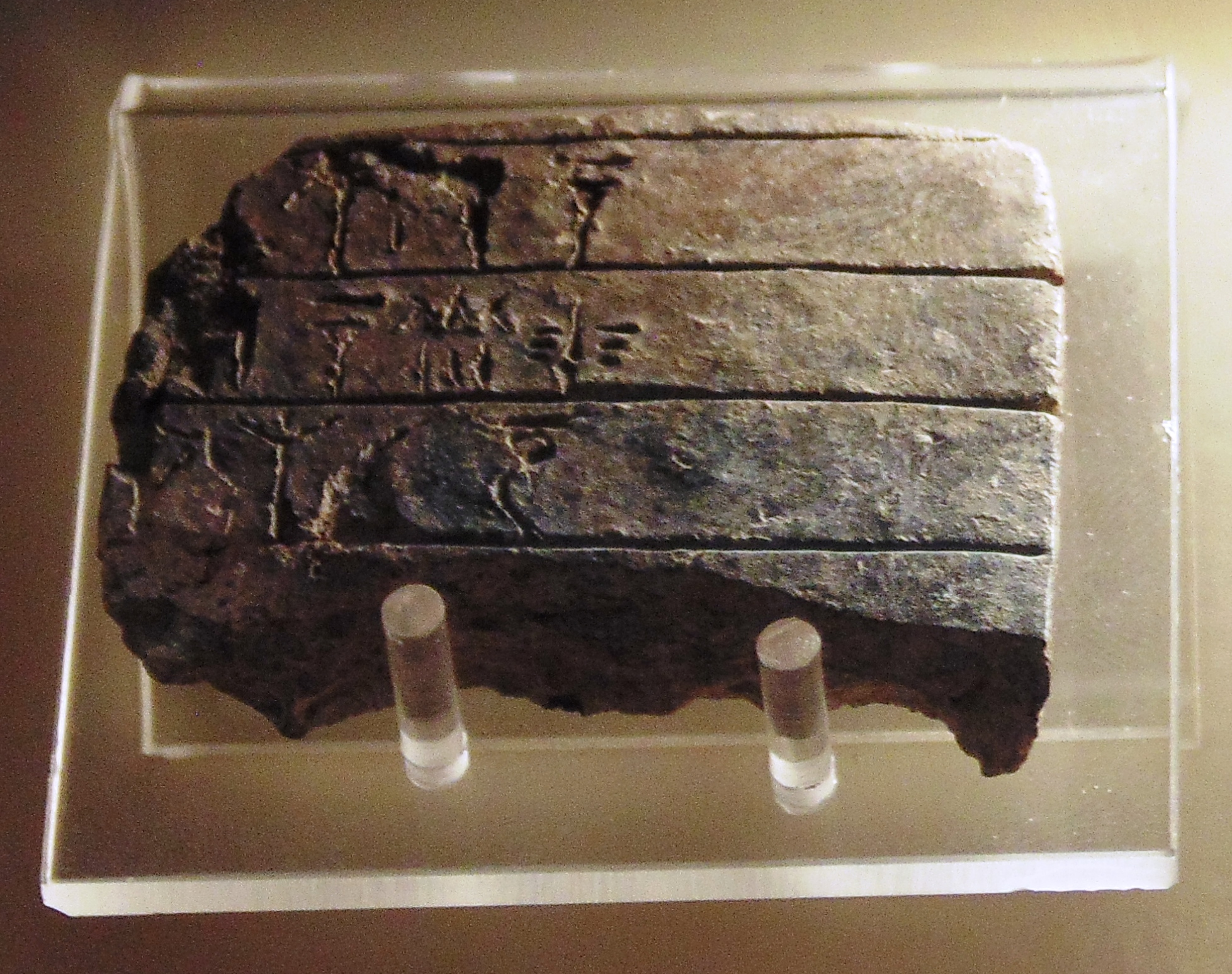
Inscripción en lineal B.

### Periodos históricos
De la época arcaica, además de objetos de cerámica singulares, se pueden destacar los kuros procedentes de Acrefias. Del periodo clásico, las estelas funerarias y ofrendas votivas a Heracles en el monte Eta. De los periodos helenístico y romano, una serie de bustos. En el museo también se encuentra una torre de época medieval.

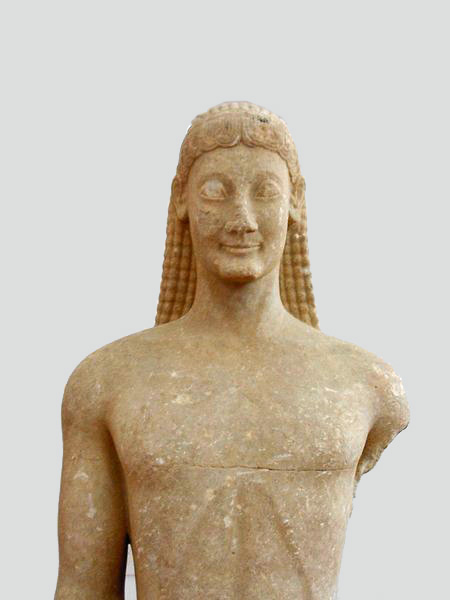
Kuros arcaico del Ptoión de Acrefias.
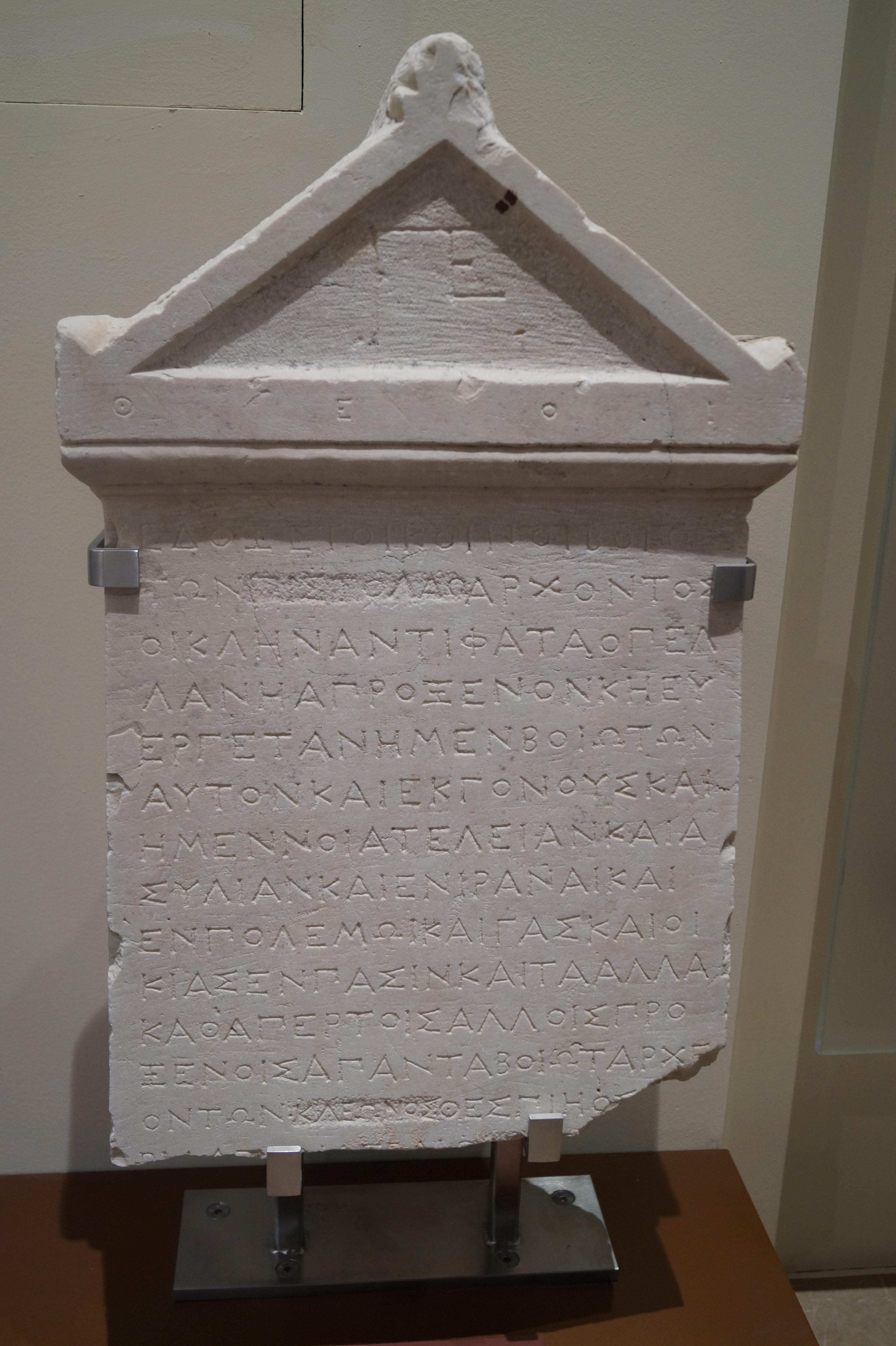
Decreto de proxenía de Onquesto.
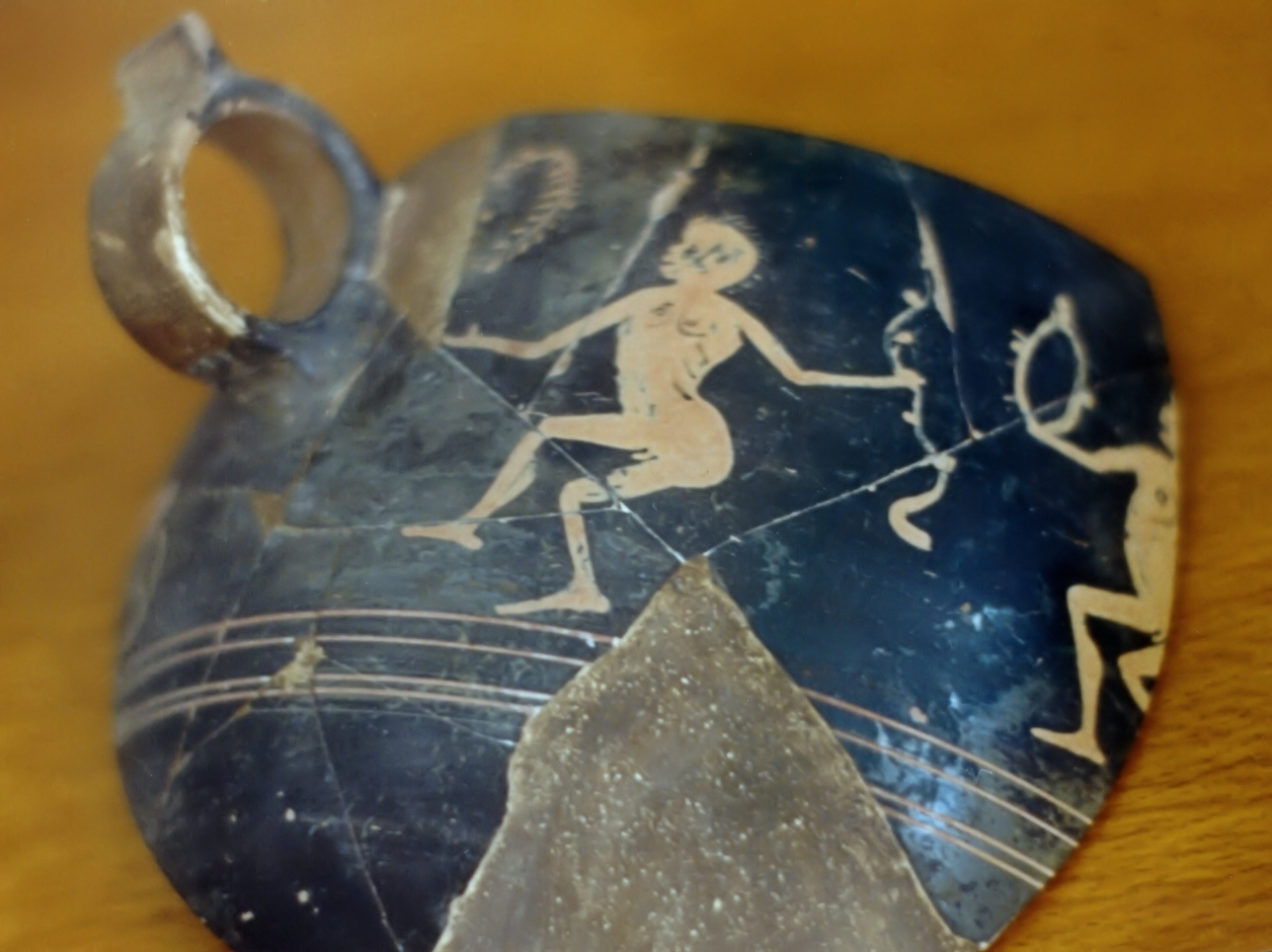
Esquifo del periodo clásico donde se representa una especie de danza ritual.